# Christian Smigiel
Christian Ariel Smigiel (Quilmes, Buenos Aires, Argentina, 3 de marzo de 1977) es un exfutbolista argentino. Jugaba de defensa central y militó en diversos clubes de Argentina y Chile.

## Clubes
| Club                        | País      | Año       |
| --------------------------- | --------- | --------- |
| Temperley                   | Argentina | 1997-2000 |
| Instituto de Córdoba        | Argentina | 2000-2002 |
| Gimnasia y Esgrima de Jujuy | Argentina | 2002-2003 |
| Talleres de Córdoba         | Argentina | 2003-2004 |
| Huachipato                  | Chile     | 2005      |
| Defensores de Cambaceres    | Argentina | 2006-2007 |